# Мартин Рис
Мартин Џон Рис, Барон Рис од Ладлова (Јорк, рођен 23. јуна 1942. године) је британски космолог и астрофизичар. Налази се на позицији Краљевског астронома од 1995. године., и био је декан Тринити колеџа при Кембриџу у периоду од 2004. до 2012. године, као и председник Краљевског друштва у периоду од 2005. до 2010. године.

## Детињство и младост
Рис је рођен 23. јуна 1942. године у Јорку у Енглеској. Школовао се на Бедстоун колеџу, а затим од тринаесте године у школи Шрусбери у Шропширу. Студирао је математику на Тринити колеџу при Кембриџу, где је дипломирао као најбољи у својој класи. Затим је започео постдипломско истраживање на Кембриџу и стекао диплому докторских студија под менторством Дениса Скијаме 1967. године.

## Научна каријера
Након завршетка свог постдокторског истраживања у Великој Британији и Сједињеним Америчким Државама, предавао је на Универзитету у Сасексу, као и на Кембриџ универзитету, а затим је био и професор астрономије и експерименталне филозофије до 1991. године, и директор Института за астрономију Кембриџ универзитета.
Од 1992. до 2003. године, био је професор истраживач Краљевског друштва, а од 2003. године и професор физичке космологије и астрофизике. Био је професор астрономије на Гришам колеџу у Лондону 1975. године, а 1979. године је постао члан Краљевског друштва. Такође је и гостујући професор на Империјалном колеџу у Лондону, као и на Универзитету у Лејкестеру, а почасни је члан Дарвин колеџа и Исусовог колеџа при Кембриџу. 
Лорд Рис је добио почасне дипломе разних универзитета, међу којима су универзитети у Сасексу, Апсали, Торонту, Дурхаму, Оксфорду, Јејлу, Мелбурну и Сиднеју. Члан је бројних страних академија, међу којима су Академија наука Сједињених Америчких Држава, Руска академија наука и Понтифичка академија наука. Био је председник Краљевског астрономског друштва (1992–94) и председник Британске аосцијације (1995–96), а такође је био и члан савета Краљевске институције Велике Британије све до 2010. године. Рис је аутор више од 500 истраживачких радова, и изнео је врло важне доприносе на тему порекла космичког позадинског зрачења, као и на тему формирања галаксије. Његове студије о дистрибуцији квазара су довеле до коначног оповргавања теорије сталног стања.
Био је један од првих научника који је приметио велику снагу квазара црних рупа, да астрономске опсервације брже од светлости могу бити објашњене као оптичка илузија изазвана од стране објекта који се делимично помера у смеру посматрача.
Последњих година, Лорд Рис је радио на прасцима гама зрака, посебно у сарадњи са Питером Мезарошем, и на томе како су се “космичка тамна времена” завршила након формирања првих звезда. На много спекулативнији начин он је, од седамдесетих година 20. века, истазао интересовање за антропичко резоновање, и за могућност да је наш видљиви универзум само један део већег “мултиверзума”. 
Лорд Рис је врло поштован аутор књига о астрономији и науци намењеној лаичкој публици, и такође држи бројна јавна предавања за ширу публику. Године 2010. је био изабран да одржи предавање за канал Би-Би-Си, које је сада објављено под именом Одавде до бесконачности: Научни хоризонти. Рис сматра са је потрага за ванземаљским облицима живота вредна труда и рада, иако је шанса за успех врло мала.
Године 2005. је унапређен у члана којег нико не може наследити за живота при Кући лордова са звањем Барон Рис од Лудлова, из Лудлова из округа Шропшајер. Године 2005. му је додељена Крафурд награда.
Постао је председник Краљевског друштва 1. децембра 2005. године. на којем је положају и остао све до 350. рођендана Краљевског друштва 2010. године. Наредне, 2011. године му је додељена Темплтон награда.
Поред ширења научних интересовања, Рис је писао и често говорио о проблемима и горућим питањима 21. века, и о преплитању науке, етике и политике. Он је члан одбора Института за напредне студије у Принстону, Института за истраживање јавне политике, школе Оксфорд Мартин и Кембриџ стипендије. Он је кооснивач Центра за проуцавање егзистенцијалног ризика, а члан је и Научног саветничког одбора Института за животну будућност. Био је сарадник Британског музеја и Научног музеја у Лондону. Такође је и страни члан Научне академије Турске
У августу 2014. године је лорд Рис од Ладлова био један од 200 јавних личности које су потписале писмо часопису Гардијан противећи се независности Шкотске пре референдума који се тицао тог питања.

## Почасти
Награде
- Награда Дени Хајнман за астрофизику (1984)
- Златна медаља Краљевског астрономског друштва (1987)
- Балзан награда (1989) за астрофизику
- Постављен за млађег витеза (1992)
- Брус медаља (1993)
- Бруно Роси награда (2000)
- Груберова награда за космологију (2001)
- Алберт Ајнштајн светска награда за науку (2003)[21]
- Хенри Норис Расел лекторство при Америчком астрономском друштву (2004)
- Фондација Лајфбоут Гардијан награда (2004)
- Мајкл Фарадеј награда Краљевског друштва за научну комуникацију (2004)
- Доживотна позиција (2005)
- Крафурд награда, са Џејмсом Ганом и Џејмсом Пиблсом (2005)
- Ред Мерита-лични поклон од Краљице (2007)
- Керд медаља Националног Меритајм музеја (2007)
- Почасни члан[22] Краљевске академије за инжењеринг[23] (2007)
- Темплтон награда (2011)
- Исак Њутн медаља (2012)

Назване по њему
- Астероид 4587 Рис

## Публикације
- Gribbin, John; Rees, Martin J. (1989). Cosmic Coincidences: Dark Matter, Mankind, and Anthropic Cosmology. Bantam Books. ISBN 978-0-553-34740-1.
- Rees, Martin (1995). New Perspectives in Astrophysical Cosmology. Cambridge University Press. ISBN 978-0-521-64544-7.
- Begelman, Mitchell; Rees, Martin (25. 3. 1998). Gravity's Fatal Attraction: Black Holes in the Universe. Macmillan Learning. ISBN 978-0-7167-6029-0.. друго издање 2009. 1995.  978-0-521-71793-9.
- Rees, Martin (1997). Before the Beginning: Our Universe and Others. Basic Books. ISBN 978-0-7382-0033-0.
- Само шест бројева: Јаке силе које уобличавају универзум. Rees, Martin J. (1999). Just Six Numbers: The Deep Forces that Shape the Universe. Weidenfeld & Nicolson. ISBN 978-0-297-84297-2.
- Rees, Martin (2001). Our Cosmic Habitat. Princeton University Press. ISBN 978-0-691-11477-4.
- Rees, Martin J. (2003). Our Final Hour: A Scientist's Warning : How Terror, Error, and Environmental Disaster Threaten Humankind's Future in this Century--on Earth and Beyond. Basic Books. ISBN 978-0-465-06862-3.
- Шта још увек не знамо. Rees, Martin J. (2004). What We Still Don't Know. Allen Lane. ISBN 978-0-7139-9821-4.. још није објављено.
- Rees, Martin J. (2011). From Here to Infinity: Scientific Horizons. Profile Books. ISBN 978-1-84668-503-3.